# هوشی مامورو اینو
هوشی مامورو اینو (انگلیسی: Hoshi Mamoru Inu) به معنی تحت الفظی سگ مراقب ستارگان، فیلمی ژاپنی است که بر اساس مانگایی به همین نام در سال ۲۰۱۱ ساخته شده‌است.